# Demitu Hambisa Bonsa
Demitu Hambisa Bonsa, (en amharique: ደሚቱ ሃምቢሳ), est une femme politique éthiopienne, qui a occupé plusieurs postes ministériels sous les premiers ministres Hailemariam Desalegn et Abiy Ahmed, dont ministre du Genre, ministre des Affaires du Cabinet et ministre de la Science et de la Recherche.

## Biographie
Hambisa grandit dans l'état d'Oromia et appartient à l'ethnie Oromo. Après avoir terminé ses études, elle étudie le droit à l'Université de la fonction publique éthiopienne, puis passe une maîtrise en leadership à l'Université de Greenwich. Après avoir terminé sa formation académique, Hambisa travaille comme enseignante dans une école secondaire de 1975 à 1996. Au milieu des années 1990, elle abandonne son travail d'enseignante devient chef de l'administration de l'éducation du district. De 2000 à 2005, elle travaille au niveau de l'État pour le gouvernement d'Oromia, où elle travaille, entre autres, dans le bureau de la commission du médiateur, mais également comme porte-parole du conseil régional de l'État d'Oromia,,.
En 2006, Hambisa rejoint le gouvernement fédéral éthiopien, où elle dirige initialement le département des sciences et de la recherche. Elle dirige également le ministère des entreprises publiques. Au cours de son mandat, elle explore des liens plus étroits entre les industries maritimes du Vietnam et de l'Éthiopie, ainsi que le potentiel de liens commerciaux plus étroits avec l'Indonésie. De 2016 à 2018, elle occupe le poste de ministre du Genre,,. Elle parle ouvertement des problèmes de corruption et de leur relation avec les inégalités entre les sexes. En 2019, elle occupe le poste de ministre des Affaires du Cabinet. En 2021, elle est nommée ambassadrice par le gouvernement éthiopien.